# Alexandr Popov
Alexandr Vladimirovič Popov (rusky Александр Владимирович Попов, * 16. listopad 1971) je bývalý ruský plavec. V devadesátých letech byl nejlepším kraulařským sprinterem a stal se čtyřnásobným zlatým olympijským medailistou. Osm let byl držitelem světového rekordu na 50 m volný způsob a šest let rekordu na dvojnásobné trati.
Během zahajovacího ceremoniálu Letních olympijských her 2004 v Athénách byl vlajkonošem ruské výpravy.

## Život a sportovní kariéra
Narodil se v Lesnoj ve Sverdlovské oblasti v Rusku. S plaváním začal ve věku osmi let. Specializoval se nejprve na znak, později přešel na volný způsob jako svou hlavní disciplínu. Od roku 1990 trénoval převážně v Austrálii. Své největší úspěchy dosáhl na krátkých tratích - 50 a 100 m volným způsobem. Krom štafet, ve kterých také plaval kraulařský úsek, se v jiných stylech výrazněji neprosadil.
Známým se stal během olympijských her 1992 v Barceloně, kde vyhrál obě tyto tratě. Vítězství zopakoval i o čtyři roky později na olympiádě v Atlantě. Stal se tak prvním plavcem, který obhájil vítězství na těchto tratích od let 1924–1928, kdy se to podařilo Johnny Weissmullerovi.
Měsíc po olympiádě v Atlantě utrpěl vážné zranění, když byl na moskevské ulici pobodán. Utrpěl poranění ledviny a pohrudnice, musel podstoupit akutní operační zákrok a následná rehabilitace trvala tři měsíce. Další rok na mistrovství Evropy již opět kraloval, získal čtyři zlaté medaile (dvě individuální, dvě štafetové ve svých obvyklých disciplínách), což se mu celkem v kariéře na mistrovství Evropy podařilo hned čtyřikrát.
Dalším vrcholem jeho kariéry byly tři zlaté a stříbrná medaile z mistrovství světa 2003, které se konalo v Barceloně, tedy ve městě, kde zažil také první velký triumf. V roce 2004 vybojoval ještě titul na evropském šampionátu, poté startoval na olympijských hrách, kde se však jako nejstarší plavec ve startovním poli neprobojoval ani v jedné individuální disciplíně do finále.

## Ocenění
- evropský plavec roku 1994, 2003
- nejlepší evropský sportovec roku 1996
- sportovec roku 1996 v Rusku

## Osobní rekordy
- 50 m - 21.64 (2000, Moskva) - světový rekord (do roku 2008)
- 100 m - 48.21 (1994, Monte Carlo) - světový rekord (do roku 2000)